# 科学与工业城
法國科學工業城為歐洲最大的科學博物館。博物館於1986年啟用，位於法國巴黎東北方十九區的维莱特公园內，佔地55公頃。香港科學館磁電廊的展品亦是由該工業城設計和製作。
每年大約有500萬人前往工業城，城內設有一個天文館，一部潛艇（Argonaute（S636）），一座IMAX巨幕影院和供兒童和青少年使用的空間。

## 前往方法
遊人可乘坐巴黎地鐵7號線維耶特門站到達或乘巴士 PC2, 139, 150, 151, 249及75前往工業城。

## 開放時間
工業城開放時間為每日早上十時至下午六時，逢星期一休館

## 外部連結
- Official website （页面存档备份，存于） including light version （页面存档备份，存于）
- 48 張法國科學工業城圖片

Template:巴黎名胜